# Negar
Negār (farsi نگار) è una città dello shahrestān di Bardsir, circoscrizione Centrale, nella provincia di Kerman. Aveva, nel 2006, una popolazione di 9.291 abitanti.